# シプリアーノ・パラフォクス・イ・ポルトカレッロ
シプリアーノ・パラフォクス・イ・ポルトカレッロ（Cipriano Palafox y Portocarrero, 1784年9月15日 - 1839年3月15日）は、スペインの貴族、政治家、軍人。モンティホ伯爵。フランス皇后ウジェニー・ド・モンティジョの父。

## 生涯
13世紀から続くアンダルシア地方の貴族家門ポルトカレッロ家の出身。第15代ペニャランダ・デル・ドゥエロ公爵、第14代ラ・バニェーザ侯爵、第8代オセラ侯爵、第16代ビジャヌエバ・デル・フレスノ侯爵、バルカロッタ侯爵、第17代モヤ侯爵、第8代モンティホ伯爵、第12代バニョス伯爵、第9代サンタ・クルス・デ・ラ・シエラ伯爵、第18代ミランダ・デル・カスタニャル伯爵、第18代テバ伯爵、第7代フエンティドゥエニャ伯爵、第19代サン・エステバン・デ・ゴルマス伯爵、第8代アビリタス伯爵、第25代モゲル卿の爵位を有した。
親仏派、ボナパルティストとして知られ、スペイン王位に就いたジョゼフ・ボナパルトの軍隊に所属して半島戦争に従軍。戦闘で片目を失い、王の弟のフランス皇帝ナポレオン1世から英雄扱いを受けた。1834年に兄エウヘニオが死ぬとモンティホ伯爵領、モゲルの所領を相続し、グランデ特権を授けられた。1837年から1838年までバダホス県選出の国会上院議員を務めた。フリーメイソンにも所属した。フランス人作家プロスペル・メリメと親交が深かった。
1817年12月15日、スペインに帰化した裕福なスコットランド人ワイン商の娘マリア・マヌエラ・キルクパトリックと結婚し、間に3人の子供をもうけた。
- フランシスコ・パラフォクス・ポルトカレッロ・イ・キルクパトリック（夭折）
- マリア・フランシスカ・パラフォクス・ポルトカレッロ・イ・キルクパトリック（1825年 - 1860年） - 第15代アルバ公爵ハコポ・フィツ＝ハメス・ストゥアルト・イ・ベンティミーリアと結婚
- マリア・エウヘニア・ポルトカレッロ・イ・キルクパトリック（1826年 - 1920年） - フランス皇帝ナポレオン3世と結婚